# Marpesia violetta
Marpesia violetta är en fjärilsart som beskrevs av Hall 1929. Marpesia violetta ingår i släktet Marpesia och familjen praktfjärilar. Inga underarter finns listade i Catalogue of Life.